# Faun-Ardèche Classic 2022
De 22e editie van de Franse wielerwedstrijd Faun-Ardèche Classic vond plaats op 26 februari 2022. Start en finish van deze wedstrijd vonden plaats in Guilherand-Granges. Titelverdediger van deze wedstrijd was David Gaudu. Hij werd opgevolgd door de Amerikaan Brandon McNulty. McNulty kwam solo over de finish nadat hij 25 kilometer alleen in de aanval reed, Mauri Vansevenant kwam na de Amerikaan over de finish. Vansevenant won in de sprint om de tweede plaats van Sepp Kuss, landgenoot van de winnaar van deze editie.

## Uitslag
| Plaats  | Naam                | Ploeg                  | tijd     |
| ------- | ------------------- | ---------------------- | -------- |
| Winnaar | Brandon McNulty     | UAE Team Emirates      | 4u26'36" |
| 2       | Mauri Vansevenant   | Quick Step-Alpha Vinyl | + 45"    |
| 3       | Sepp Kuss           | Jumbo-Visma            | z.t.     |
| 4       | Lennard Kämna       | BORA-hansgrohe         | + 1'33"  |
| 5       | Guillaume Martin    | Cofidis                | z.t.     |
| 6       | Clément Champoussin | AG2R Citroën Team      | + 1'36"  |
| 7       | Quentin Pacher      | Groupama-FDJ           | + 1'44"  |
| 8       | Warren Barguil      | Arkéa Samsic           | z.t.     |
| 9       | Lilian Calmejane    | AG2R Citroën Team      | z.t.     |
| 10      | Alexis Vuillermoz   | TotalEnergies          | z.t.     |

2001 · 
2002 · 
2003 · 
2004 · 
2005 · 
2006 · 
2007 · 
2008 · 
2009 · 
2010 · 
2011 · 
2012 · 
2013 · 
2014 · 
2015 · 
2016 · 
2017 · 
2018 · 
2019 · 
2020 ·
2021 ·
2022 · 
2023 · 2024 · 2025